# Rue Tinghong (métro de Nanning)
La station de la rue Tinghong (chinois : 亭洪路站 / pinyin : Tínghóng lù zhàn / zhuang : Camh Roen Dingzhungz) est une station de la ligne 2 du métro de Nanning. Elle est située de part et d'autre du boulevard Xingguang et de la rue Tinghong, dans le district de Jiangnan de la ville de Nanning, en Chine.
Ouverte en 2017, elle comprend quatre entrées et une seule plateforme.

## Situation sur le réseau

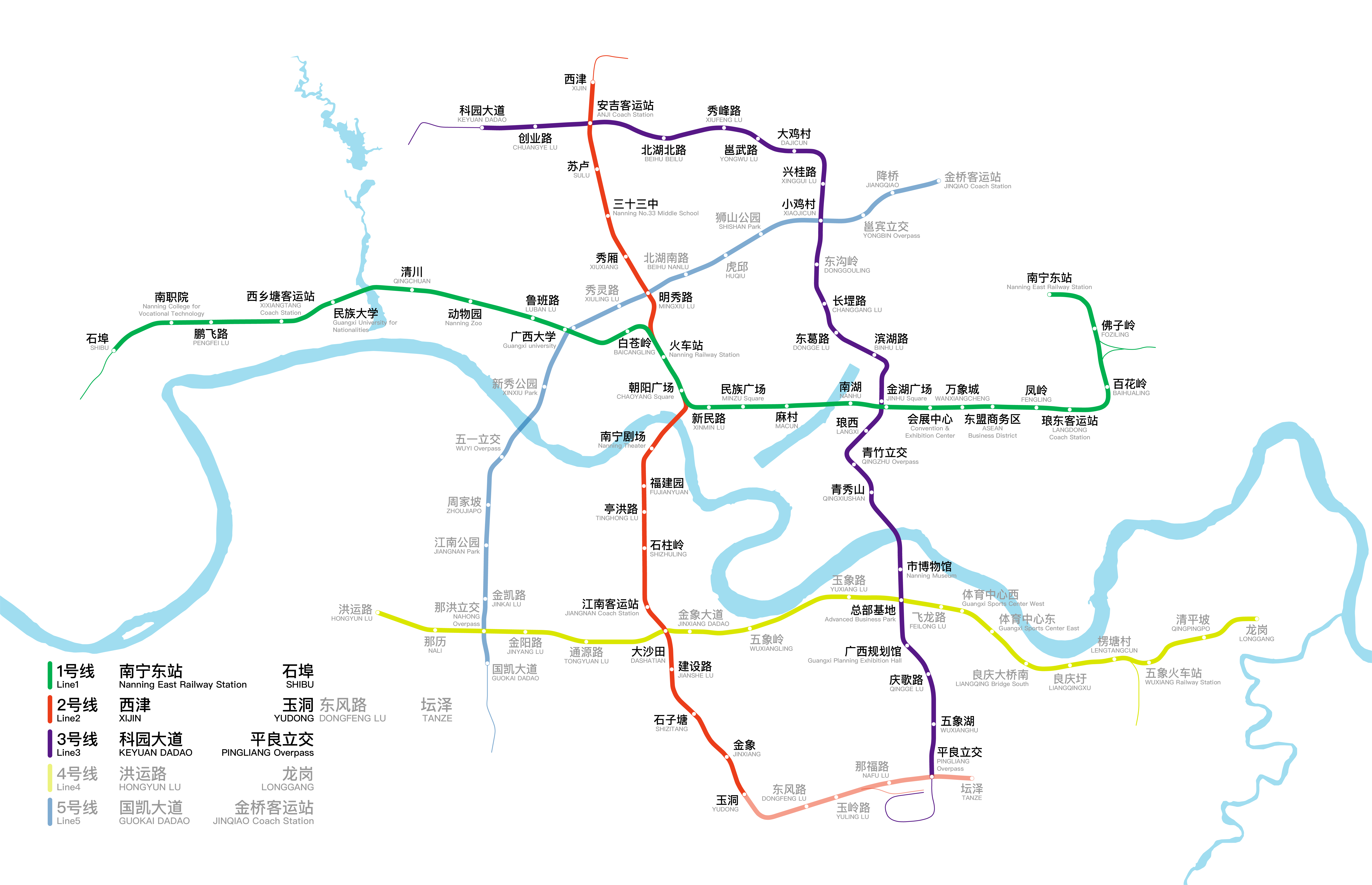
Plan du métro.

Établie en souterrain, Rue Tinghong est située sur la ligne 2 du métro de Nanning, entre la station Fujianyuan (zh), en direction du terminus nord Xijin (zh), et la station Shizhuling, en direction du terminus sud Tanze.

## Histoire
Le tracé de la ligne est décidé en juin 2014, avec une première phase comprenant 18 stations pour 21,2 kilomètres, coûtant environ 15.5 milliards de yuans. La ligne ouvre officiellement le 28 décembre 2017 avec 17 autres stations.

## Services aux voyageurs

### Accès et accueil
Située de part d'autre du boulevard Xingguang (星光大道) et de la rue Tinghong (亭洪路), la station est accessible tous les jours, par quatre entrées différentes. La sortie C comprend un ascenseur pour personnes handicapées. La station est d'une forme rectangulaire avec deux bouts saillants rejoignant les sorties A et C. Elle comprend en plus des sorties deux sous-sols, en plus d'un quai central.
Station souterraine, elle dispose de trois niveaux :
| Niveau 0   | Entrées et sorties                     | Entrées et sorties                                         |
| Sous-sol 1 | Salle d'accueil                        | Service à la clientèle, boutiques et guichet libre-service |
| Sous-sol 2 |                                        | Ligne 2 Voie 1 : En direction de Xijin (zh)                |
| Sous-sol 2 | Quai central                           |                                                            |
| Sous-sol 2 | Ligne 2 Voie 2 : En direction de Tanze |                                                            |

### Desserte
Les premiers et derniers passages en direction de Xijin sont à 6h49 et 23h25.

## À proximité
| Numéro                                         | Destinations proches |
| ---------------------------------------------- | --- |
| Sortie A                                       | Bureau des ressources électriques de Nanning secteur Tinghong (南寧市供電局亭洪生活區), Zhongyin Regency Star City (中茵麗景星城), quartier Jiangnan (江南小區), Société de construction et d'installation de Nanning (南寧市建築安裝有限責任公司)                                                                                   |
| Sortie B                                       | Dortoirs du centre de recherche de l'école de l'industrie légère (區輕工研究院宿舍), territoire Shengbang (盛邦領地), Guangxi Electric Power bureau de Nanning (廣西電力有限公司南寧供電局), dortoirs de l'usine de fabrication de télécommunication du Guangxi (廣西廣播電視設備廠宿舍), École secondaire No. 21 (南寧市第二十一中) |
| Sortie C                                       | Jiangnan Wanda Plaza (江南萬達廣場) |
| Sortie D                                       | Zhenning Star Plaza (振寧星光廣場), Cours Dinghua (鼎華苑), Bureau de l'électricité secteur Fengguan (供電局鳳冠生活區), jardin Xinfu (新福花園) |
| Légende： Ascenseur pour personnes handicapées | |